# Catharina Charlotta De la Gardie (1655–1697)
Catharina Charlotta De la Gardie, född 18 mars 1655 i Stockholm, död 15 september 1697 i Stade, var en svensk grevinna, systerdotter till kung Karl X Gustav.
Dotter till riksdrotsen greve Magnus Gabriel De la Gardie och Maria Eufrosyne av Pfalz och kusin till kung Karl XI blev hon 1665 förlovad och 1682 gift med greve Otto Wilhelm Königsmarck. Bröllopet hölls 9 februari på Karlbergs slott. Hon följde Königsmarck till Venedig och Grekland på hans uppdrag i Venedigs tjänst (1686-1688). Hon beskrivs som "lärd", och utförde arkeologiska observationer med sitt sällskap Anna Åkerhjelm, vilket beskrivs i den bok Åkerhjelm författade. Efter makens död 1688  bosatte hon sig i svenska Bremen och dog barnlös. Makarna är begravda i Königsmarckska familjegraven i S:t Maria kyrka i Stade.